# Sasafras
Sasafras, sasafran, sasafrzan, sassafras (Sassafras Nees) – rodzaj drzew z rodziny wawrzynowatych (Lauraceae). Rodzaj obejmuje trzy gatunki. Jeden z nich – sasafras lekarski S. albidum rośnie we wschodniej części  Ameryki Północnej, a pozostałe dwa są endemitami Chin. Za młodu bardzo szybko rosną, występują w miejscach wilgotnych, w lasach, zaroślach i żywopłotach, w miejscach zaburzonych i na odłogach.

## Morfologia
PokrójKrzewy i drzewa osiągające do 35 m wysokości, z czerwonobrązową korą, grubą i silnie spękaną na starych drzewach oraz zielonymi pędami.
LiścieSkrętoległe, aromatyczne, opadające zimą lub w porze suchej, przy czym przebarwiają się na intensywnie pomarańczowy i czerwony kolor. Blaszka pojedyncza lub trójklapowa, z użyłkowaniem pierzastym. Liście są dość cienkie, nagie do owłosionych, osiągają na silnych pędach do 20 cm długości.
KwiatyJednopłciowe (u gatunku północnoamerykańskiego, u którego rośliny są dwupienne) i obupłciowe (u gatunków azjatyckich). Kwiaty są drobne i zebrane w niewielkie grona, pojawiające się zwykle wiosną. Okwiat złożony jest z 6 listków wyrastających parami w dwóch okółkach. W kwiatach męskich i obupłciowych jest 9 pręcików w trzech okółkach. W kwiatach żeńskich i obupłciowych znajduje się zalążnia z cienką szyjką i główkowatym znamieniem.
OwoceMięsiste pestkowce, po dojrzeniu ciemnoniebieskie, osadzone w miseczce z trwałego okwiatu i w mięśniejącym i czerwieniejącym dnie kwiatowym i szypułce.

## Systematyka
Pozycja systematyczna
Jeden z około 50 rodzajów zaliczanych do rodziny wawrzynowatych (Lauraceae), wchodzącej w skład rzędu wawrzynowców (Laurales). Spokrewniony z Sassafrasoxylon znanym z kredowych skamieniałości z Antarktydy. Ze względu na to, że gatunki azjatyckie są siostrzane względem gatunku północnoamerykańskiego i różnią się istotnie, choćby obupłciowymi kwiatami, z taksonomicznego punktu widzenia poprawne jest rozdzielanie rodzaju na dwa.
Wykaz gatunków
- Sassafras albidum (Nutt.) Nees – sasafras lekarski
- Sassafras randaiense (Hayata) Rehder – sasafras tajwański
- Sassafras tzumu (Hemsl.) Hemsl.

## Zastosowanie
Z kory i z korzeni sasafrasu lekarskiego otrzymuje się aromatyczny olejek eteryczny (sasafrzanowy). Wyciąg z tej rośliny ma również zastosowanie przy produkcji MDMA (ecstasy). Stosowano napary spożywane na podobieństwo herbaty i sporządzano z nich napój zwany Root Beer. Napary wykorzystywano jako lek przeciwszkorbutowy. W XVII wieku sasafras był sprowadzany z Ameryki do Europy i wykorzystywany jako lekarstwo na syfilis i reumatyzm. Olej sasafrzanowy wykorzystywany był i jest do zwalczania wszy i stosowany jest przy ukąszeniach przez owady. Wykorzystywane jest też lekkie drewno roślin z tego rodzaju i sadzone są one jako rośliny ozdobne. 
Współcześnie preparaty z sasafrasu są niedozwolone do wykorzystania leczniczego ze względu na wywoływanie poronień i zwiększanie prawdopodobieństwa zachorowania na nowotwory wątroby.